# Liste d'abbayes bénédictines
Cet article liste les abbayes bénédictines actives ou ayant existé. Il s'agit des abbayes de religieux (moines, moniales) suivant la règle de saint Benoît, à l'exclusion des Chalaisiens et des Cisterciens. Les pays cités sont considérés dans leurs limites actuelles.
Les abbayes bénédictines en activité sont signalées en caractères gras. Pour plus de détails on peut se référer à la liste de la confédération bénédictine.

## Afrique

### Afrique du Sud
- Abbaye d'Inkamana
- Abbaye de Pietersburg

### Burkina Faso
- Abbaye Saint-Benoît de Koubri

### Kenya
- Abbaye de Tigoni

### Nigeria
- Abbaye d'Enugu
- Abbaye d'Umuoji

### Sénégal
- Abbaye de Keur Moussa

### Tanzanie
- Abbaye Saint-Maur de Hanga
- Abbaye du Saint-Esprit de Mvimwa
- Abbaye de Ndanda
- Abbaye Saint-Benoît de Peramiho

### Togo
- Abbaye de Dzogbégan

## Amériques

### Argentine
- Abbaye San-Antonio de Arredondo
- Abbaye d'El Siambón
- Abbaye de Luján
- Abbaye de Los Toldos
- Abbaye de Niño Dios
- Abbaye de Rafaela
- Abbaye de Victoria

### Brésil
- Abbaye de Bahia
- Abbaye de Belo Horizonte
- Abbaye de Campos de Jordão
- Abbaye de Caxambu
- Abbaye Nossa-Senhora-da-Paz d'Itapecerica
- Abbaye de Juiz de Fora
- Abbaye d'Olinda
- Abbaye Nossa-Senhora-do-Monte d'Olinda
- Abbaye de Petrópolis
- Abbaye de Ponta Grossa
- Abbaye de Rio de Janeiro
- Abbaye de Salvador
- Abbaye Santa-Maria de Saõ Paulo
- Abbaye Saõ-Bento de Saõ Paulo
- Abbaye d'Uberaba

### États-Unis
- Abbaye d'Atchison (Kansas)

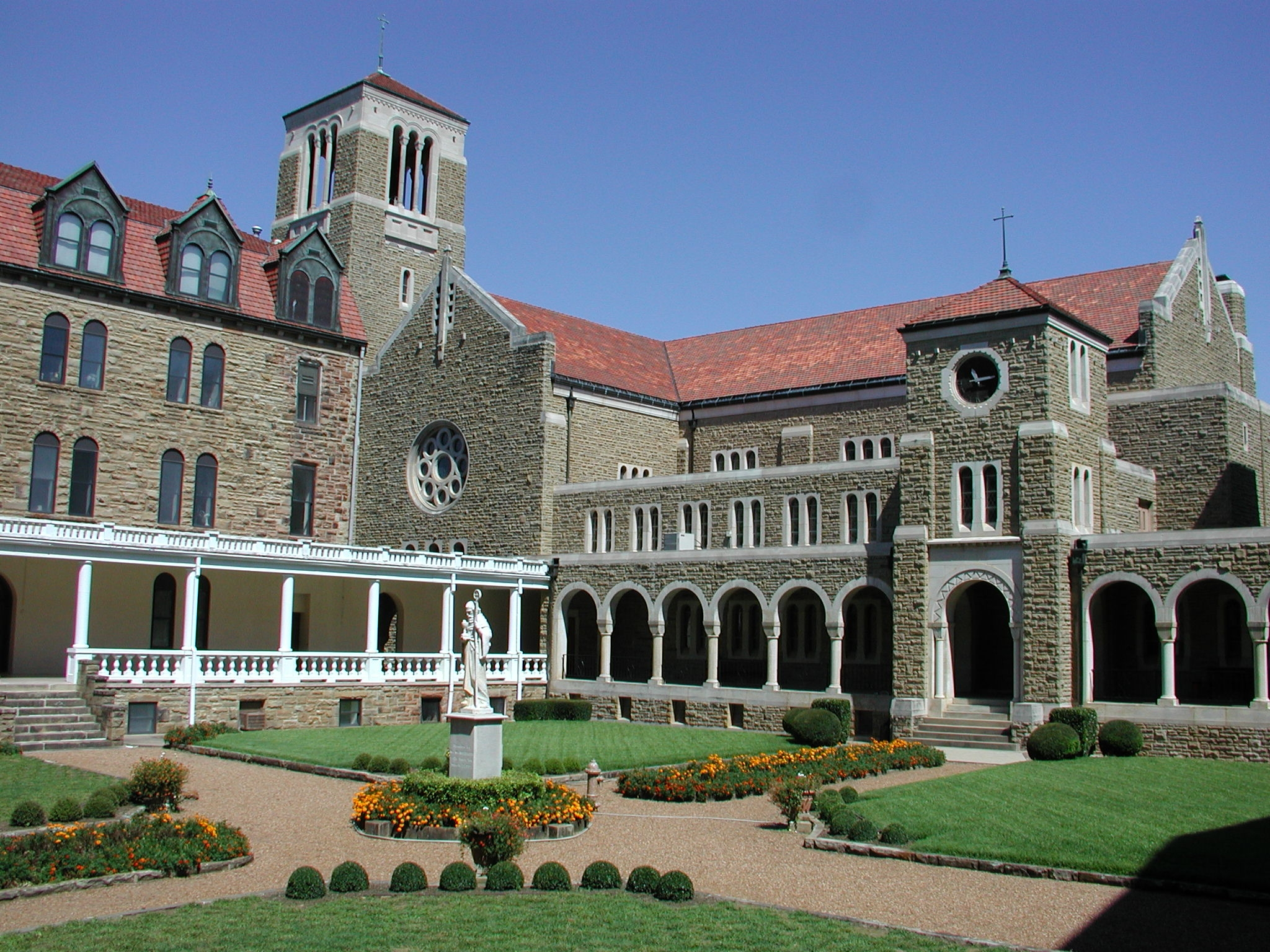
Abbaye de Subiaco (Arkansas)

- Abbaye de Belmont (Caroline du Nord)
- Abbaye de Benet Lake (Wisconsin)
- Abbaye de Bethléem (Connecticut)
- Abbaye Saint-Meinrad (Indiana)
- Abbaye de Blue Cloud (Dakota du Sud)
- Abbaye du Christ au Désert (Nouveau-Mexique)
- Abbaye Saint-André de Cleveland (Ohio)
- Abbaye Saint-Jean-Baptiste de Collegeville (Minnesota)
- Abbaye de Conception (Missouri)
- Abbaye Saint-Bernard de Cullman (Alabama)
- Abbaye de Glastonbury (Massachusetts)
- Abbaye Saint-Martin de Lacey (Washington)
- Abbaye Saint-Vincent de Latrobe (Pennsylvanie)
- Abbaye Saint-Procope de Lisle (Illinois)
- Abbaye Saint-Anselme de Manchester (New Hampshire)
- Abbaye de Marmion (Illinois) [1].
- Abbaye Sainte-Marie de Morristown (New Jersey)
- Abbaye Saint-Benoît du Mount Angel (Oregon)
- Abbaye de Mount Michael (Nebraska)
- Abbaye de Mount Saviour (État de New-York)
- Abbaye de Newark (New Jersey)
- Abbaye de Newton (New Jersey)
- Abbaye d'Oceanside (Californie)
- Abbaye de Pecos (Nouveau-Mexique)
- Abbaye Saint-Bède de Peru (Illinois)
- Abbaye de Portsmouth  (Rhode Island)
- Abbaye de l'Assomption de Richardton (Dakota du Nord)
- Abbaye de Richmond (Virginie)
- Abbaye Saint-Joseph de Saint Benedict (Louisiane)
- Abbaye de Saint-Leo (Floride)
- Abbaye Sainte-Marie-et-Saint-Louis de Saint-Louis (Missouri)
- Abbaye Corpus-Christi de Sandia (Texas)
- Abbaye Saint-Grégoire de Shawnee(Oklahoma)
- Abbaye de Still River (Massachusetts)
- Abbaye de Subiaco (Arkansas)
- Abbaye de Valyermo (Californie)
- Abbaye de Virginia Dale (Colorado)
- Abbaye Saint-Anselme de Washington (Washington)

### Canada
- Abbaye Notre-Dame-de-la-Paix de Joliette
- Abbaye du Mont-Laurier
- Abbaye de Saint-Benoît-du-Lac
- Abbaye Sainte-Marie des Deux-Montagnes
- Abbaye de Sainte-Marthe-sur-le-Lac
- Abbaye de Westminster

### Chili
- Abbaye de Las Condes

### Colombie
- Abbaye d'El Rosal
- Abbaye de Guatepè
- Abbaye de Medellín

### Guatemala
- Abbaye d'Esquipulas

### Mexique
- Abbaye d'Ahuatepec
- Abbaye de Tepeyac

### Porto Rico
- Abbaye Saint-Antoine-Abbé d'Humaco

### Trinité-et-Tobago
- Abbaye de Tunapuna

### Uruguay
- Abbaye de Montevideo

### Venezuela
- Abbaye de Güigüe

## Asie-Pacifique

### Australie
- Abbaye de Jamberoo
- Abbaye de New Norcia

### Cambodge
- Monastère bénédictin de Kep

### Corée du Sud
- Abbaye Saint-Maure-et-Saint-Placide de Waegwan

### Inde
- Abbaye de Shanti Nilayam

### Philippines
- Abbaye de Manille, moines
- Abbaye Immaculée-Conception-de-Marie de Vigan

### Viêt Nam
- Abbaye de Thien An

## Europe

### Allemagne
- Abbaye d'Alexanderdorf
- Abbaye d'Alpirsbach
- Abbaye Notre-Dame d'Amorbach
- Abbaye d'Augsburg
- Abbaye Saint-Denis de Banz
- Abbaye de Benediktbeurn
- Abbaye de Beuron
- Abbaye de Biburg

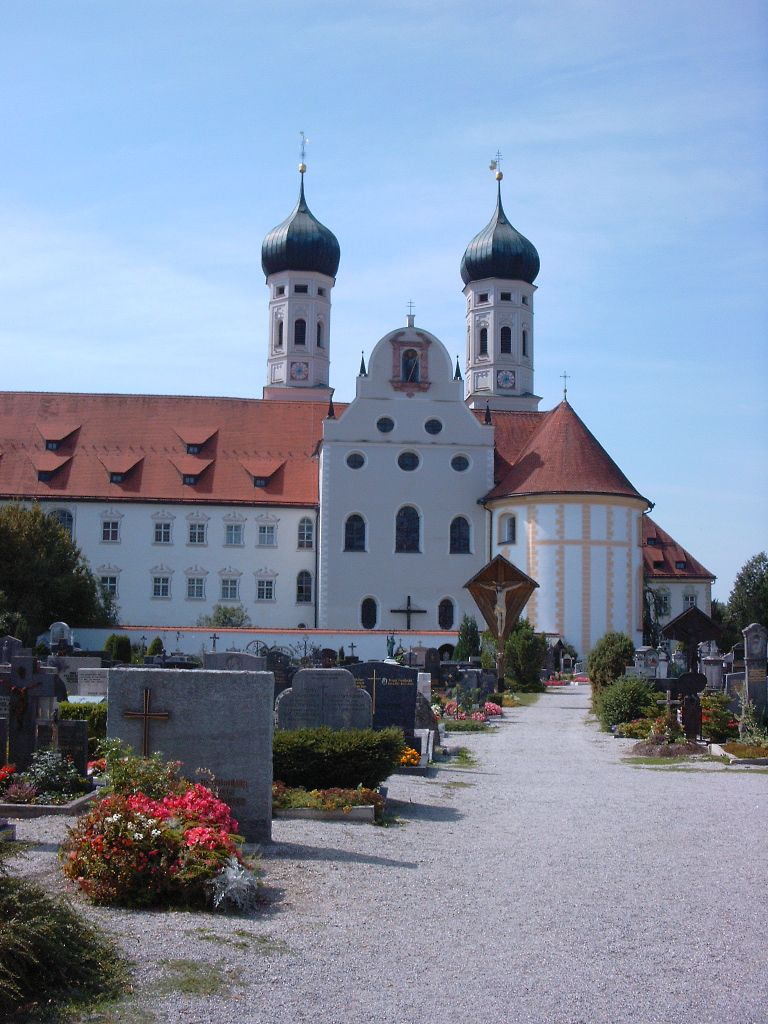
Abbaye de Benediktbeurn

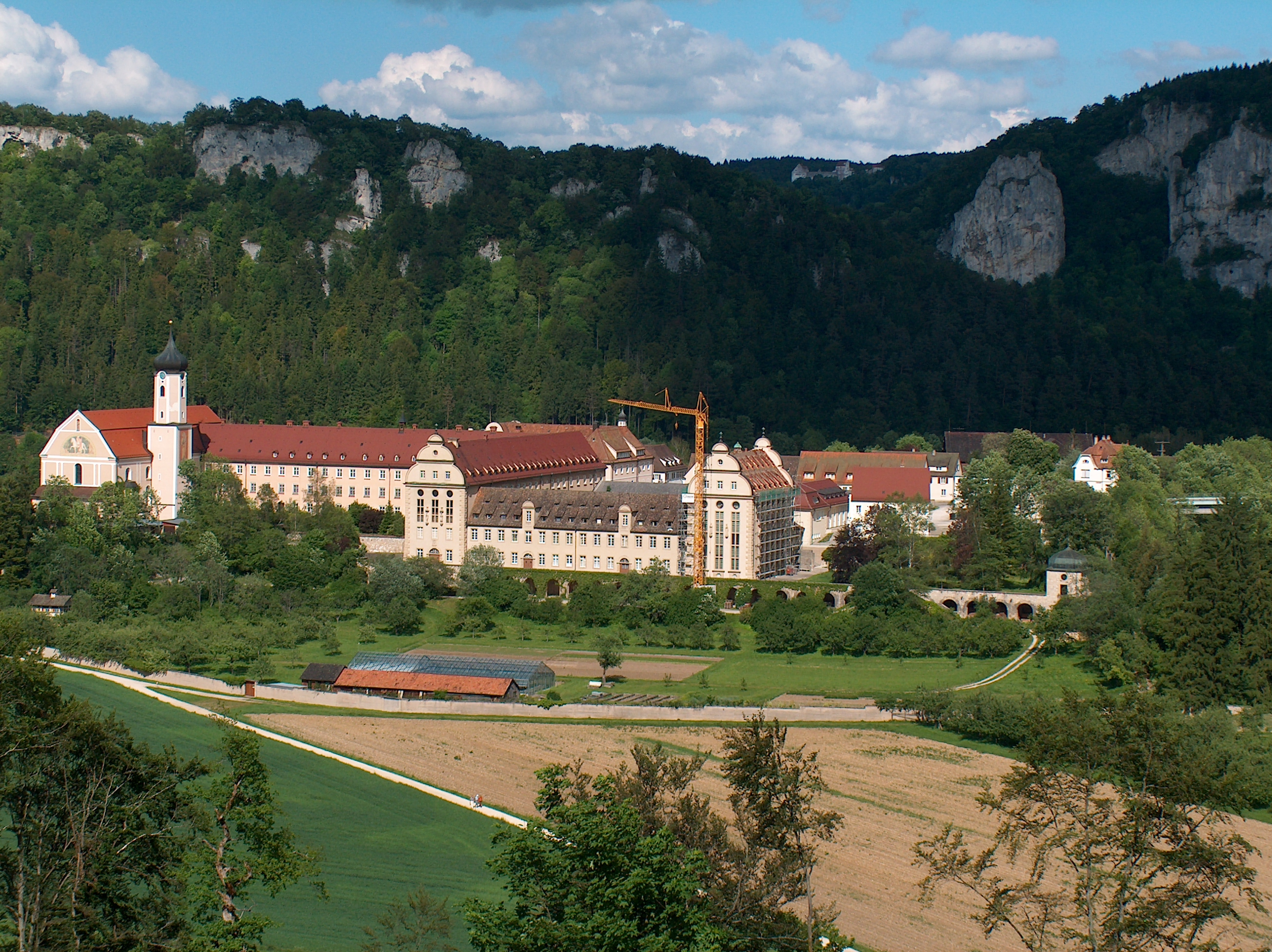
Abbaye de Beuron

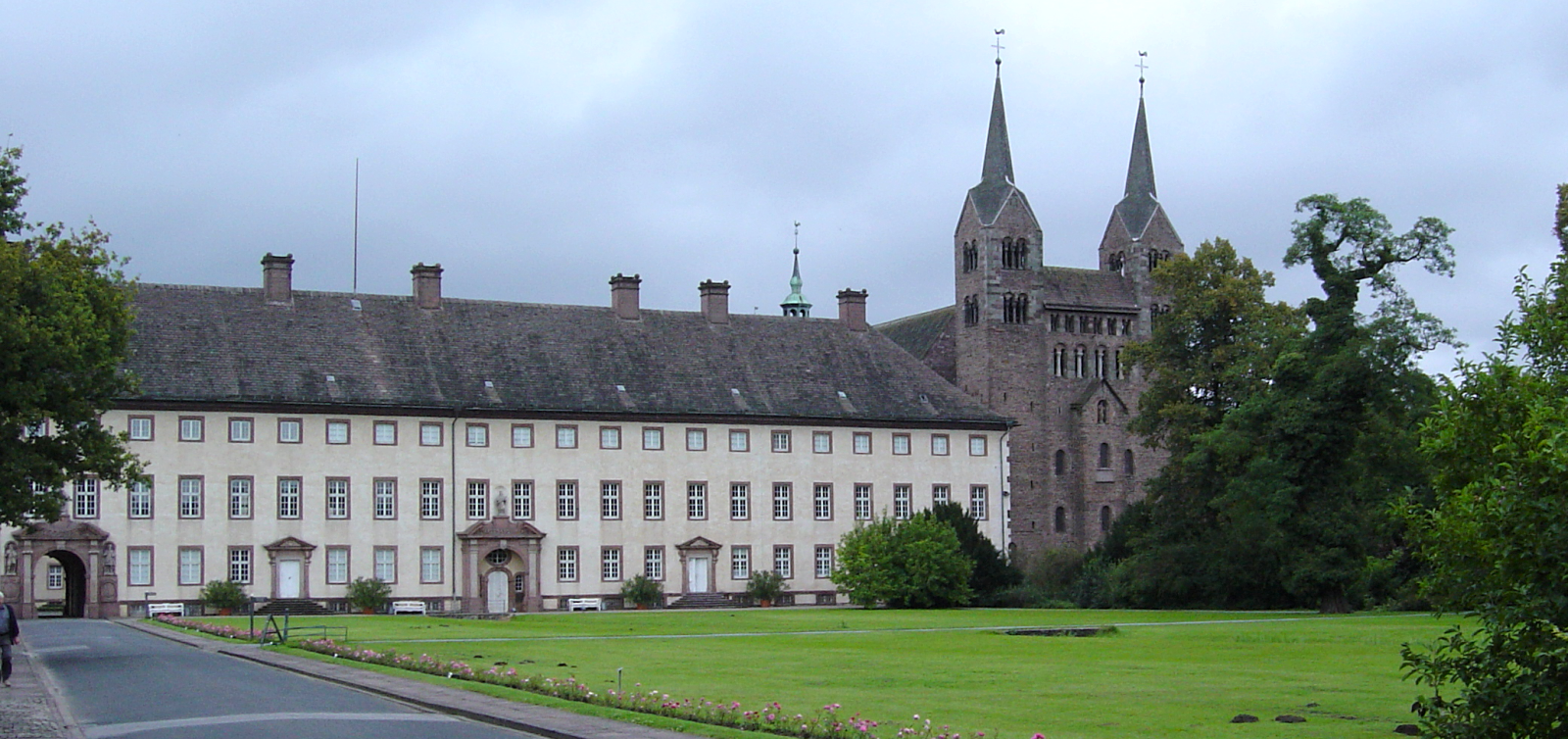
Abbaye de Corvey

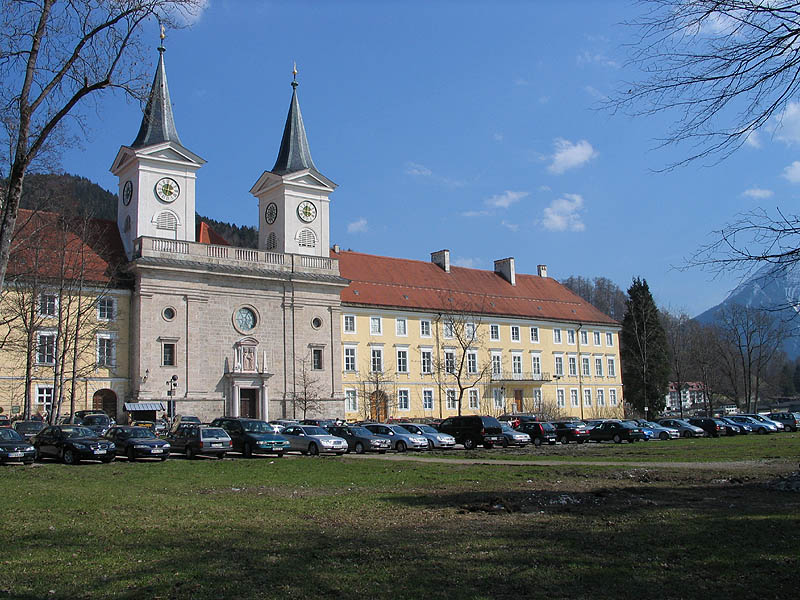
Abbaye de Tegernsee

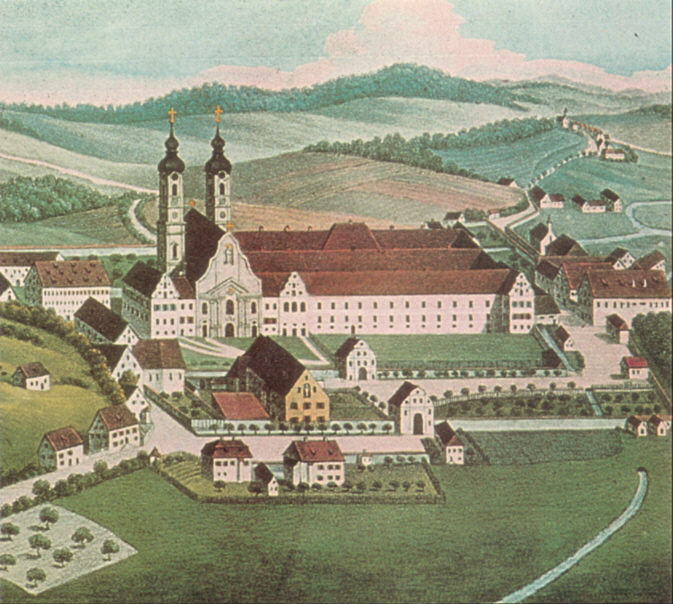
Abbaye de Zwiefalten

- Abbaye Saint-Thomas et Saint-Nicolas de Bursfeld
- Abbaye de Burtscheid
- Abbaye de Chiemsee
- Abbaye Saint-Géréon de Cologne
- Abbaye Sankt Georgenberg de Worms
- Abbaye de Corvey
- Abbaye de Deutz
- Abbaye de Dinklage
- Abbaye d'Eibingen
- Abbaye d'Engelthal
- Abbaye d'Ettal
- Abbaye de Frauenchiemsee
- Abbaye Saint-Sauveur de Fulda
- Abbaye de Fultenbach
- Abbaye de Gerleve
- Abbaye de Gross Comburg
- Abbaye de Grüssau
- Abbaye de Hagenrode
- Abbaye d'Halberstadt
- Abbaye d'Heidenheim
- Abbaye Saints-Simon-et-Thaddée d'Hersfeld
- Abbaye d'Herstelle

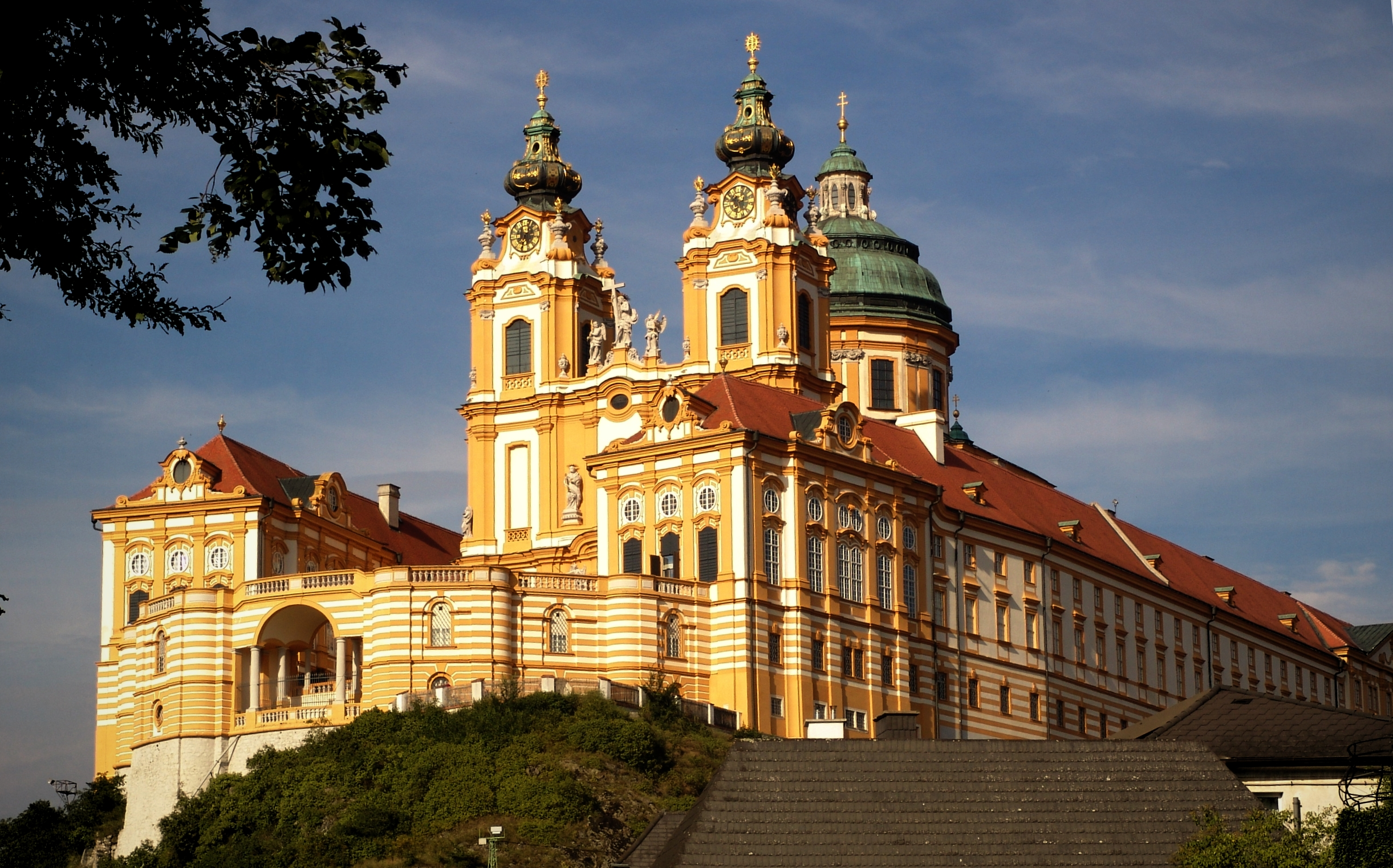
Abbaye de Melk

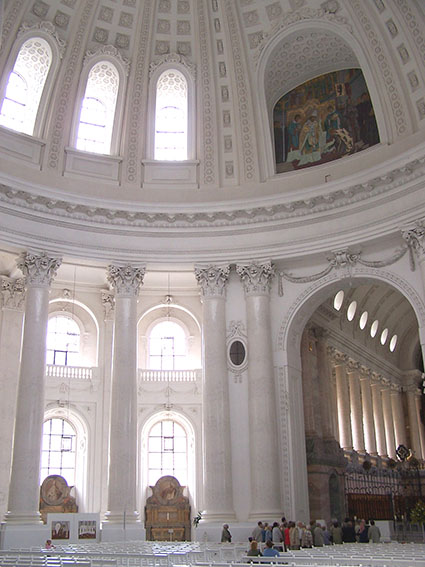
Abbaye Saint-Blaise de La Forêt-Noire

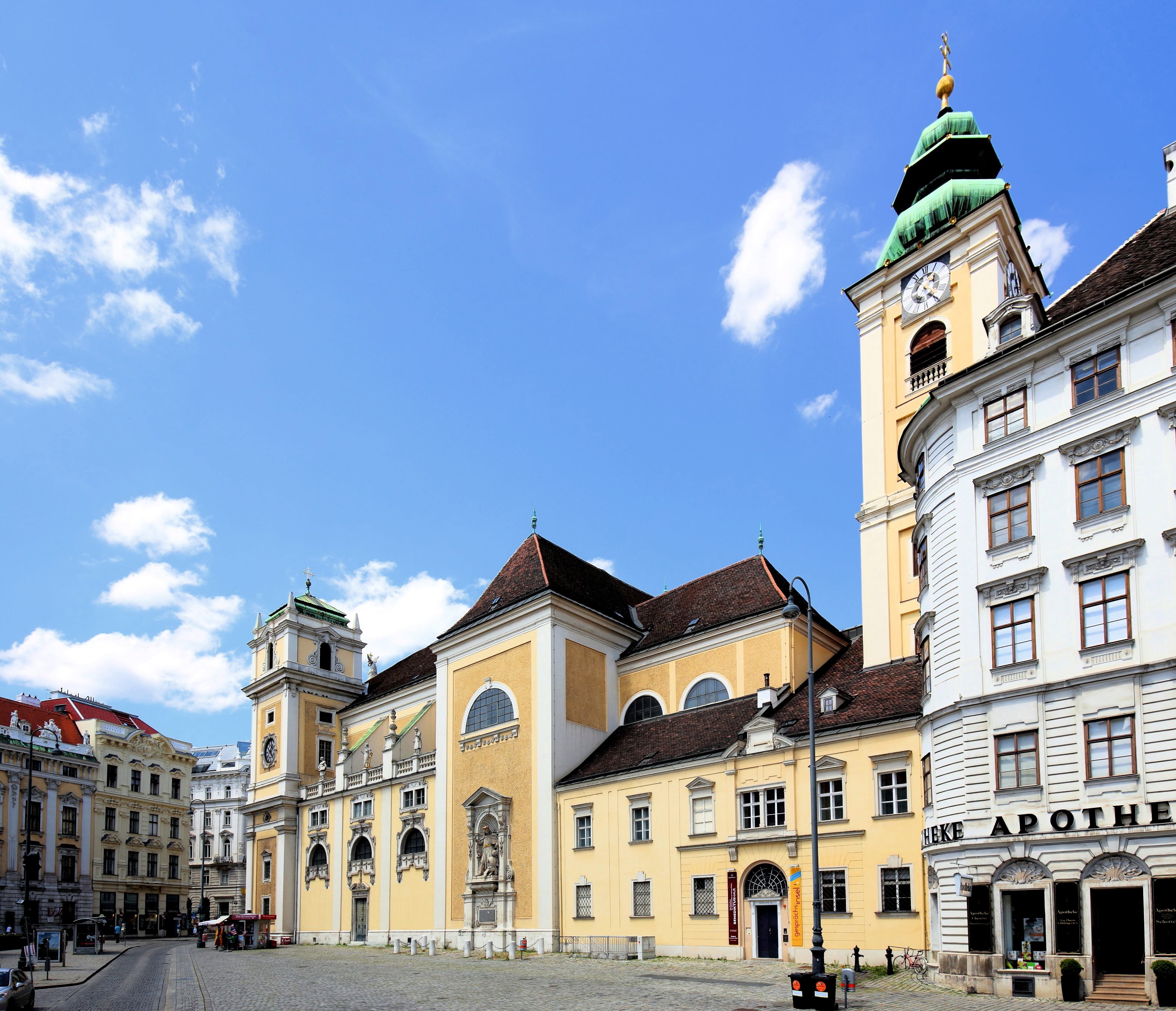
Abbaye Notre-Dame aux Écossais (Vienne)

- Abbaye Saints-Pierre-et-Paul d'Hirsau
- Abbaye Saint-Pierre de Kast
- Abbaye de Kellenried
- Abbaye de Königsmünster
- Abbaye de Kornelimünster
- Abbaye Saint-Nazaire de Lorsch
- Abbaye de Maria Laach
- Abbaye de Mariendonk
- Abbaye Saint-Michel de Metten
- Abbaye de Reichenau
- Abbaye de Münsterschwarzach
- Abbaye de Neuburg
- Abbaye de Neuenberg
- Abbaye de Niederaltaich
- Abbaye Saint-Blaise de Northeim
- Abbaye d'Ottobeuren
- Abbaye de Pansath
- Abbaye Saint-Sauveur de Prüm[2]
- Abbaye Saint-Emmeran de Ratisbonne
- Abbaye Saint-Jacques de Ratisbonne[3]
- Abbaye de Saafeld
- Abbaye Saint-Blaise
- Abbaye de Sankt Veit
- Abbaye de Sainte-Odile
- Abbaye Saint-Pierre de Salzbourg
- Abbaye Saints-Michel-et-Maurice de Siegburg
- Abbaye de Schweiklberg
- Abbaye de Siegbourg
- Abbaye de Steinfeld
- Abbaye de Tegernsee
- Abbaye de Tholey
- Abbaye de Theres
- Abbaye Saint-Martin de Trèves
- Abbaye Saint-Mathias de Trêves
- Abbaye de Varensell
- Abbaye de Weingarten
- Abbaye Saint-Georges et Saint-Martin de Weltenbourg
- Abbaye de Werden
- Abbaye Saint-Martin de Wiblingen
- Abbaye de Zwiefalten

### Autriche
- Abbaye Saint-Blaise d'Admont
- Abbaye d'Altenburg
- Abbaye de Bertholdstein
- Abbaye de Fiecht,
- Abbaye de Garsten
- Abbaye de Gleink
- Abbaye de Göss
- Abbaye de Gurk
- Abbaye de Göttweig[4]
- Abbaye de Kremsmünster
- Abbaye de Lambach
- Abbaye Saints-Pierre-et-Paul de Melk
- Abbaye de Michaelbeuern
- Abbaye Saint-Sauveur de Millstatt
- Abbaye de Mondsee
- Abbaye de Nonnberg
- Abbaye d'Ossiach
- Abbaye de Saint Lambrecht
- Abbaye de Saint-Paul du Lavanttal
- Archi-abbaye Saint-Pierre de Salzbourg
- Abbaye de Seckau
- Abbaye de Seitenstetten
- Abbaye Notre-Dame-aux-Écossais de Vienne,
- Abbaye de Wettingen-Mehrerau

### Royaume-Uni

#### Écosse
- Abbaye de Dunfermline[5]
- Abbaye d'Iona
- Abbaye de Kelso
- Abbaye de Pluscarden

#### Pays de Galles
- Abbaye de Caldey Island

### Croatie
- Abbaye de Cres
- Abbaye de Ćokovac[6]
- Abbaye de Hvar
- Abbaye de Krk
- Abbaye de Pag
- Abbaye de Rab
- Abbaye de Šibenik
- Abbaye de Trogir
- Abbaye de Zadar

### Hongrie
- Abbaye de Bakonybél
- Abbaye de Celldömölk
- Abbaye de Ják
- Abbaye de Kána
- Abbaye de Kaposvár
- Abbaye de Lébény

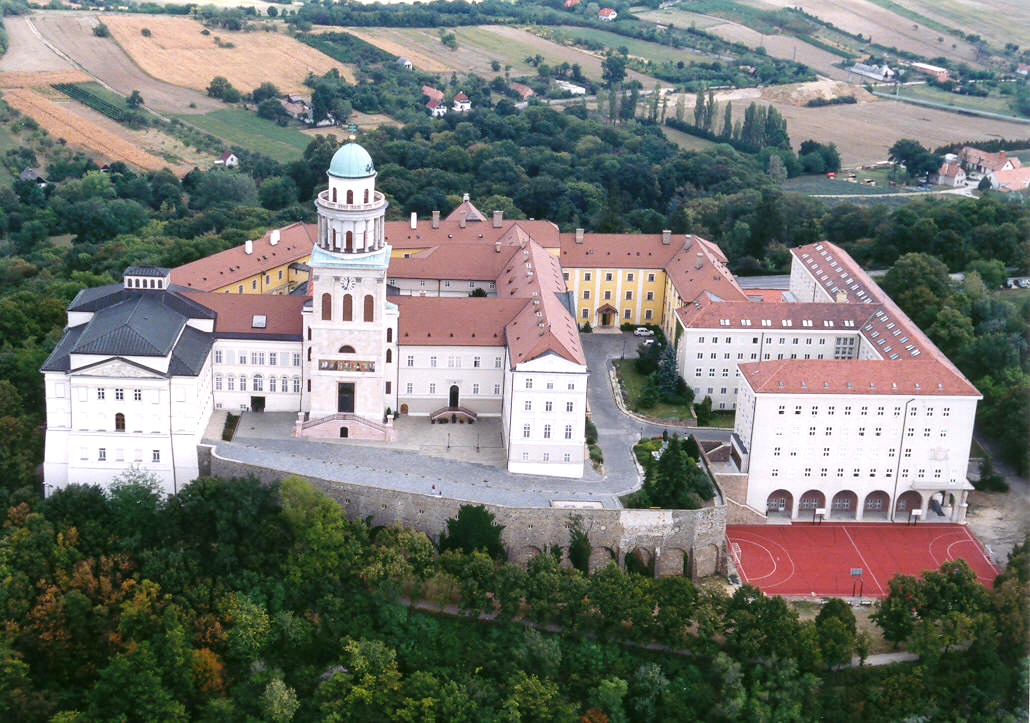
Abbaye de Pannonhalma

- Abbaye Saint-Martin de Pannonhalma
- Abbaye de Pécsvárad
- Abbaye de Somogyvár
- Abbaye de Sopron
- Abbaye de Szekszárd
- Abbaye de Tapolca
- Abbaye de Tihany
- Abbaye de Vértesszentkereszt
- Abbaye de Zalavár
- Abbaye de Zebegény

### Irlande
- Abbaye de Fore

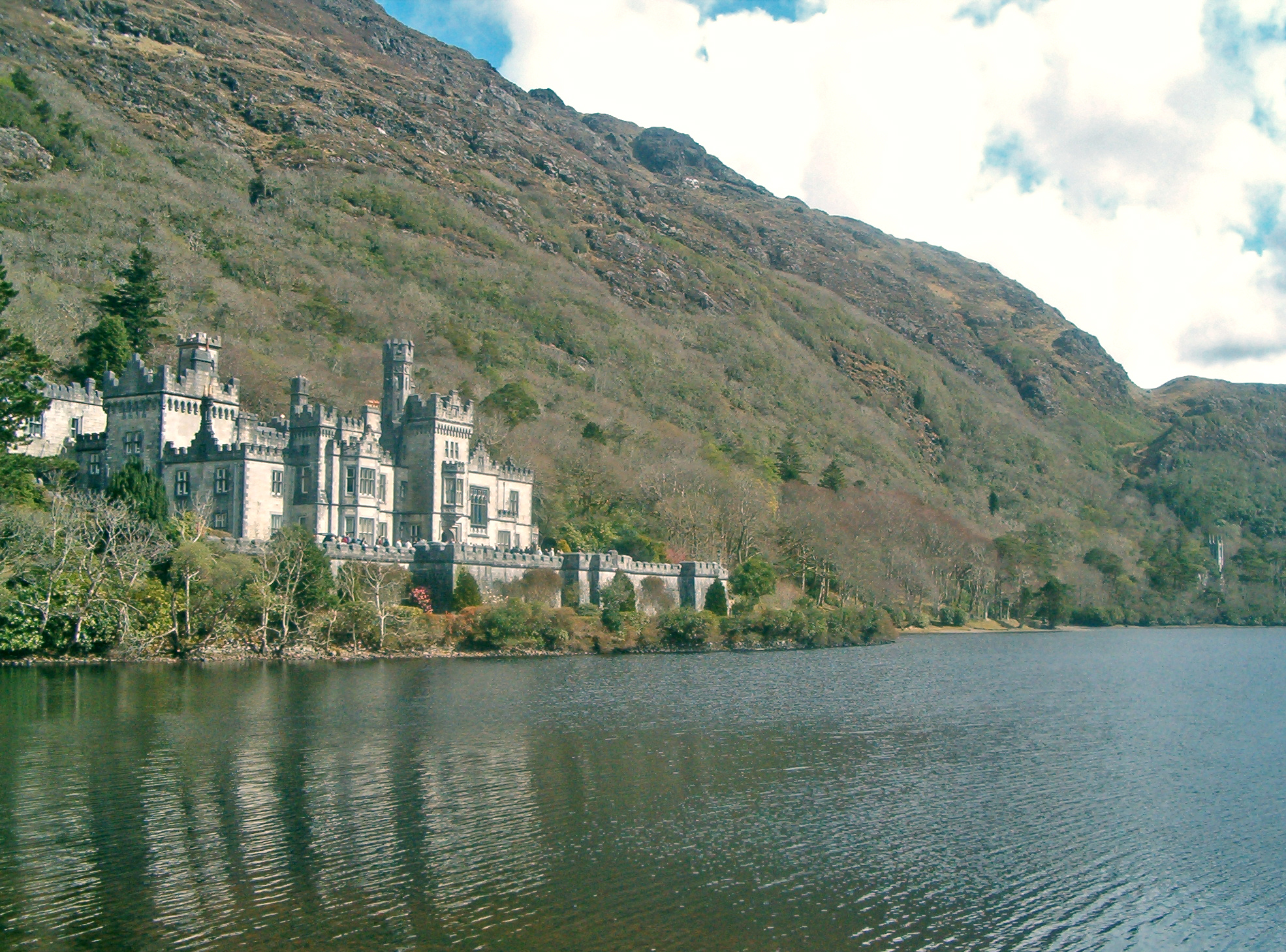
Abbaye de Kylemore

- Abbaye Saints-Joseph-et-Colomban de Glenstal
- Abbaye de Holy Cross
- Abbaye de Hore
- Abbaye de Jerpoint
- Abbaye de Kylemore
- Abbaye de Legan

### Lituanie
- Abbaye de Kaunas
- Abbaye de Vilnius

### Luxembourg
- Abbaye de Clervaux
- Abbaye d'Echternach
- Abbaye Saint-Maximin

### Malte
- Abbaye de Mdina

### Pays-Bas
- Abbaye d'Egmond
- Abbaye Saint-Servais de Maestricht
- Abbaye d'Oosterhout
- Abbaye Notre-Dame (Onze-Lieve-Vrouwe) d'Oosterhout (nl)
- Abbaye de Doetinchem
- Abbaye de Rijnsburg
- Abbaye de Vaals

### Pologne
- Abbaye de Chelmno
- Abbaye de Krzeszów
- Abbaye de Lomza
- Abbaye de Mogilno
- Abbaye de Przemysl
- Abbaye de Sierpc
- Abbaye de Staniatki
- Abbaye de Tyniec
- Abbaye de Zarnowiec Na Pomorzu

### Portugal
- Abbaye Sao Bento de Santo Tirso
- Abbaye de Singeverga
- Abbaye de Tibaès

### Tchéquie
- Abbaye Sainte-Marguerite de Břevnov
- Abbaye de Broumov
- Abbaye d'Emauzy
- Abbaye de Rajhrad

### Suisse
- Abbaye de Beinwil
- Abbaye de Disentis
- Abbaye Saint-Jean-Baptiste
- Abbaye Sainte-Marie d'Einsiedeln
- Abbaye In-der-Au d'Einsiedeln

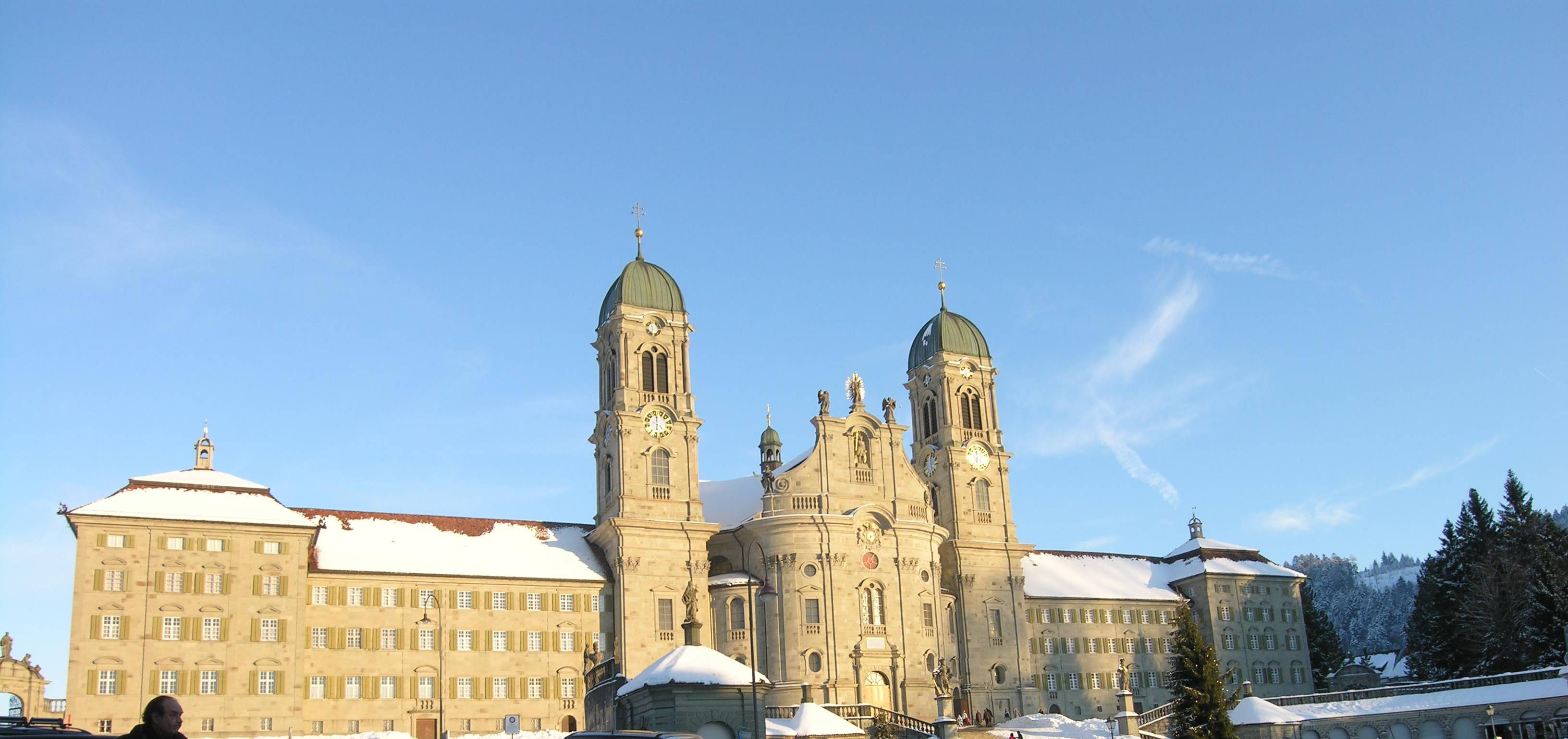
Abbaye d'Einsiedeln

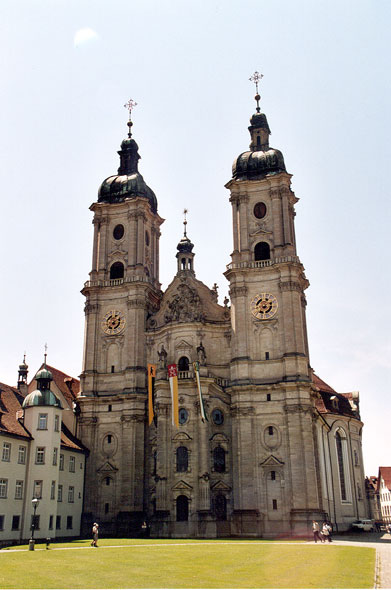
Abbaye de Saint-Gall

- Abbaye Sainte-Marie-des-Anges d'Engelberg
- Abbaye Sainte-Marie et Sainte-Idda de Frishigen
- Abbaye de Glattburg
- Abbaye d'Hermetschwil
- Abbaye de Mariastein
- Abbaye de Moutier-Grandval
- Abbaye Saint-Martin-de-Tours de Muri[7]
- Abbaye Saint-Jean de Müstair
- Abbaye de Payerne
- Abbaye de Pfäfers
- Abbaye Saint-Benoît de Port-Valais
- Abbaye de Rheinau
- Abbaye de Rhunwill
- Abbaye de Saint-Gall
- Abbaye Sankt-Andreas de Sarnen
- Abbaye de Tous-les-Saints de Schaffhouse
- Abbaye Saint-Lazare de Seedorf
- Abbaye Saint-Georges de Stein am Rhein
- Abbaye d'Uznach

## Proche et Moyen-Orient

### Israël
- Abbaye d'Abou Gosh
- Abbaye Sainte-Marie de la vallée de Josaphat

## Sources
- Gaussin (Pierre-Roger), Les cohortes du Christ, Ouest-France
- Les ordres religieux, la vie et l'art (sous la direction de Gabriel Lebras)